# Władysław Słota
Władysław Słota (ur. 21 listopada 1914 w Sosnowcu, zm. 20 stycznia 2003 w Katowicach) – polski piłkarz występujący na pozycji napastnika.
Karierę piłkarską Słota rozpoczął w Unii Sosnowiec. W 1938 roku przeszedł Ruchu Chorzów, choć miał propozycje grania w Cracovii i Polonii Warszawa. Swój wybór miał tłumaczyć „względami materialnymi”. Decyzję argumentował również faktem, że nie ma rodziców i na niego spadł obowiązek utrzymania siostry i młodszego brata. Miał wówczas zarabiać tak mało, iż nie wystarczało rodzinie na skromne utrzymanie. W barwach „Niebieskich” zadebiutował 21 sierpnia w wygranym 3:1 meczu z Pogonią Lwów, zaś pierwszą bramkę strzelił 9 października w zwycięskim 5:0 spotkaniu z ŁKS–em Łódź. Słota zdobył w tej rywalizacji jeszcze dwa gole, natomiast przez to, że wszystkie padły w drugiej połowie to skompletował klasycznego hat tricka. Sezon 1938 przypieczętował z Ruchem wywalczeniem tytułu mistrza Polski. W listopadzie zagrał w wygranym 5:7 spotkaniu towarzyskim reprezentacji Śląska ze Śląskiem Zaolziańskim. Słota był w tej konfrontacji autorem trzech goli. Po zakończeniu II wojny światowej występował w RKU Sosnowiec oraz w latach 1945–1950 w Zagłębiu Sosnowiec. 

## Statystyki

### Kklubowe
| Sezon | Klub         | Liga   | Liga krajowa | Liga krajowa |
| ----- | ------------ | ------ | ------------ | ------------ |
| Sezon | Klub         | Liga   | Mecze        | Bramki       |
| 1938  | Ruch Chorzów | I Liga | 5            | 3            |
| 1939  | Ruch Chorzów | I Liga | 14           | 6            |
| Razem | Razem        | Razem  | 19           | 9            |

### Reprezentacja Śląska
| Mecze i gole w reprezentacji | Mecze i gole w reprezentacji | Mecze i gole w reprezentacji | Mecze i gole w reprezentacji | Mecze i gole w reprezentacji | Mecze i gole w reprezentacji | Mecze i gole w reprezentacji | Mecze i gole w reprezentacji |
| Śląsk                        | Śląsk                        | Śląsk                        | Śląsk                        | Śląsk                        | Śląsk                        | Śląsk                        | Śląsk                        |
| Lp.                          | Data                         | Miejsce                      | Przeciwnik                   | Wynik                        | Gol                          | Rozgrywki                    |                              |
| ---------------------------- | ---------------------------- | ---------------------------- | ---------------------------- | ---------------------------- | ---------------------------- | ---------------------------- | ---------------------------- |
| 1.                           | 23.11.1938                   | Karwina, Czechosłowacja      | Śląsk Zaolziański            | 5:7                          | Gol · Gol · Gol              | towarzyski                   |                              |

## Sukcesy

### Ruch Chorzów
- Mistrzostwo Polski w sezonie 1938